# کمرکلی زیردم‌بلوطی

کمرکلی زیردم‌بلوطی (نام علمی: Sitta nagaensis) یک گونه از پرندگان تیرهٔ کمرکلیان (Sittidae) است. این یک کمرکلی با اندازه متوسط به طول ۱۲٫۵–۱۴ سانتیمتر (۴٫۹–۵٫۵ اینچ) است. روتنه به رنگ آبی مایل به خاکستری، با نوار چشم تا نوک مشکی مشخص است. زیرتنه از گلو تا شکم به رنگ خاکستری یکنواخت و با رنگ قرمز آجری در پهلوها است. زیردم سفید با حاشیه‌ای حنایی است. کمرکلی با زیردم بلوطی انواع مختلفی از صداها را بر زبان می‌آورد که گاهی می‌تواند مانند زنگ خطر به صدا درآید، و آهنگ آن صدایی یکنواخت و کلیشه‌ای است که معمولاً chichichichi است. بوم‌شناسی آن ناشناخته است، اما احتمالاً از بندپایان و دانه‌های کوچک تغذیه می‌کند و فصل زادآوری بین مارس و می آغاز می‌شود. لانه معمولاً در سوراخی در تنه درخت قرار دارد و دسته‌تخم دارای دو تا پنج تخم است.
کمرکلی زیردم‌بلوطی در شمال شرقی هند، در بخش‌هایی از تبت و جنوب مرکزی چین یافت می‌شوند که به سمت شرق میانمار و شمال غربی تایلند فرود می‌آیند. جمعیت‌های جداشده نیز در جنوب لائوس و ویتنام زندگی می‌کنند. عمدتاً در جنگل‌های همیشه‌سبز یا جنگل‌های کاج زندگی می‌کند، اما می‌تواند در جنگل‌های آمیخته یا برگ‌ریز نیز زندگی کند. زیستگاه طبیعی آن جنگل‌های جلگه‌ای نمناک نیمه‌گرمسیری یا گرمسیری و جنگل‌های کوهستانی نمناک نیمه‌گرمسیری یا گرمسیری است. توزیع ارتفاعی آن با توجه به موقعیت متفاوت است، اما از ۹۱۵–۴٬۵۷۰ متر (۳٬۰۰۲–۱۴٬۹۹۳ فوت) متغیر است. . این گونه در سال ۱۸۷۴ توسط طبیعت‌شناس بریتانیایی هنری هاورشم گادوین-آستین توصیف شد، که نام آن را Sitta nagaensis برگرفته از تپه‌های ناگا، جایی که نمونه نماد جمع‌آوری شده بود. این گونه وابسته به گروه گونه‌ای S. europaea است، از جمله کمرکلی کشمیری (S. cashmirensis) و کمرکلی جنگلی اوراسیایی (S. europaea)، که همگی ورودی‌های گلی را به لانه‌های خود می‌سازند. جمعیت گونه مشخص نیست اما به نظر می‌رسد که در حال کاهش است. با این حال، دامنه پراکنش این پرنده نسبتاً گسترده است و اتحادیه بین‌المللی حفاظت از طبیعت در حال حاضر این گونه را در ردهٔ کمترین نگرانی را در نظر می‌گیرد.